# ラウラ・タベッキオ
ラウラ・タベッキオ（Laura Tavecchio、1973年8月3日 - ）は、イタリアの元女子プロボクサーである。エルバ出身。元WBA女子世界ライト級暫定王者。

## 来歴
2007年6月15日、33歳でのプロデビューを2RTKOで飾る。
4連勝の後、11月21日のWBA女子世界ライト級暫定王座決定戦に挑み、ハラナ・ドス・サントスを判定で下し暫定王座獲得。
しかし、この試合を最後に引退。

## 戦績
- 5戦5勝（3KO）

## 獲得タイトル
- WBA女子世界ライト級暫定王座